# Chiến tranh Ấn Độ – Pakistan
Kể từ khi Ấn Độ bị chia cắt vào năm 1947 và các lãnh thổ tự trị Ấn Độ và Pakistan được thành lập, giữa hai quốc gia này đã và đang xảy ra nhiều cuộc giao tranh và xung đột mà nguyên nhân chính là tranh chấp về quyền lãnh thổ đối với Kashmir và hoạt động khủng bố ở biên giới (trừ cuộc chiến tranh Ấn Độ – Pakistan năm 1971 nổ ra do sự thù địch xuất phát từ chiến tranh giải phóng Bangladesh ở Đông Pakistan (nay là Bangladesh)).

## Nguyên nhân
Sau khi Pakistan tách khỏi Ấn Độ thành quốc gia độc lập tháng 8 năm 1947 theo Kế hoạch Mountbatten (còn gọi là Kế hoạch 3 tháng 6) của Anh, từ đó Pakistan tìm cách thôn tính tiểu vương quốc Jammu và Kashmir (nơi có 70% dân số theo đạo Hồi), phế truất Đại vương (Maharaja) của Jammu và Kashmir Hari Singh (người theo Ấn Độ giáo).

## Chiến tranh (1947-1948)
Sau khi tiến hành các hoạt động xâm nhập, lợi dụng tôn giáo xúi giục những người theo đạo Hồi nổi dậy chống chính quyền, ngày 20 tháng 10 năm 1947, Pakistan đưa quân đánh chiếm Jammu và Kashmir. Maharaja của Jammu và Kashmir Hari Singh chạy sang Delhi (Ấn Độ) yêu cầu giúp đỡ và ký hiệp ước sáp nhập Kashmir vào Ấn Độ (20 tháng 10 năm 1947). Trên cơ sở đó, Ấn Độ cho quân nhảy dù xuống Kashmir, nhanh chóng giành quyền kiểm soát, đẩy lùi quân Pakistan.
Tháng 12 năm 1947 quân đội Pakistan cùng với lực lượng nổi dậy Hồi giáo tiếp tục tấn công vào khu vực tây nam Kashmir.
Tới tháng 5 năm 1948 mở rộng chiến sự lên phía bắc và tây bắc Kashmir.
Nhờ vai trò trung gian hòa giải của Liên Hợp Quốc, ngày 31 tháng 12 năm 1948 hai bên đã đạt được thỏa thuận ngừng bắn, có hiệu lực từ 1 tháng 1 năm 1949.
Tuy nhiên vấn đề Jammu và Kashmir vẫn là nguyên nhân làm bùng nổ chiến tranh giữa hai nước vào những năm 1965 và năm 1971.

## Chiến tranh (1965)
Bắt đầu từ sự kiện ngày 5 tháng 8 năm 1965 khi các nhóm vũ trang Pakistan ở Azad đột nhập qua giới tuyến ngừng bắn sang khu vực Kashmir do Ấn Độ kiểm soát (được xác định sau chiến tranh Ấn Độ - Pakistan 1947-1948) dẫn đến việc Ấn Độ cũng cho quân chiếm một số điểm trên tuyến ngừng bắn phía Pakistan.
Ngày 1 tháng 9 năm 1965, quân đội Pakistan mở cuộc tấn công lớn bằng xe tăng vào khu vực Jammu và Kashmir của Ấn Độ.
Ngày 6 tháng 9 năm 1965, quân đội Ấn Độ tổ chức phản công bằng Chiến dịch Grand Slam nhằm đánh chiếm Lahore (thủ phủ tỉnh Punjab của Pakistan).
Sau nhiều cuộc giao tranh quyết liệt không phân định thắng bại, ngày 23 tháng 9 năm 1965 hai bên ngừng bắn theo đề nghị của Liên Hợp Quốc.
Hội nghị hòa bình giữa Ấn Độ và Pakistan đã được tổ chức tại Tashkent (nay là thủ đô của cộng hòa Uzbekistan) từ ngày 4 đến ngày 10 tháng 1 năm 1966.
Ngày 25 tháng 2 năm 1966, thỏa thuận khôi phục nguyên trạng biên giới hai nước như trước chiến tranh, thống nhất việc rút quân tại khu vực tranh chấp.
Cuộc chiến này làm chết hơn 200.000 người (phần lớn là dân thường) nhưng không giải quyết được triệt để vấn đề tranh chấp biên giới giữa hai nước.

## Chiến tranh (1971)
Do Ấn Độ giúp đỡ phong trào đấu tranh của người Bengal ở đông Pakistan, ủng hộ việc thành lập Cộng hòa nhân dân Bangladesh tách khỏi Pakistan.
Ngày 3 tháng 12 năm 1971, Pakistan đã tiến hành công kích vào sân bay của Ấn Độ ở Kashmir.
Ngày 4 tháng 12 năm 1971, Pakistan tổ chức tiến công trên bộ, phía Ấn Độ đánh trả.
Tận dụng thời cơ đó Ấn Độ đưa quân đánh vào phía đông Pakistan và một số khu vực ở tây Pakistan.
Ngày 16 tháng 12 năm 1971, quân Ấn Độ chiếm Dacca, tạo điều kiện cho lực lượng người Bengal giành quyền làm chủ đông Pakistan.
Ngày 17 tháng 12 năm 1971, Ấn Độ tuyên bố ngừng bắn, kết thúc chiến tranh Ấn Độ - Pakistan lần 3. Nhưng nguy cơ gây chiến tranh và xung đột quân sự vẫn tiềm ẩn, chưa giải quyết triệt để.

## Căng thẳng 2019
Ngày 14/2/2019, một vụ tấn công liều chết đã diễn ra ở Ấn Độ làm 45 binh sĩ chết, Ấn Độ đã tố cáo Pakistan đã để cho nhóm khủng bố có cơ hội để đánh bom.
Ấn Độ đã uốn sông ngăn nước chảy sang Pakistan.
Căng thẳng hơn nữa, ngày 27/2/2019, Pakistan tuyên bố đã bắn hạ 2 máy bay của Ấn Độ trong khi Ấn Độ bắn được 1 máy bay của Pakistan. Hai bên đã đóng cửa không phận phía Bắc.
Ngày 28/2 Pakistan pháo công liên tiếp vào biên giới làm 5 binh sĩ Ấn Độ thiệt mạng, Ấn Độ cũng đáp trả làm 14 người Pakistan thương vong.